# べったら市
べったら市（べったらいち）は、東京都中央区日本橋大伝馬町周辺において毎年10月19日と10月20日に開催される市。現在は宝田恵比寿神社大祭と椙森神社恵比寿神大祭に伴って行われ、べったら漬のほか各種の露店が出店される。中央区八景、おはこ十八景の一つ。

## 歴史

### 江戸時代

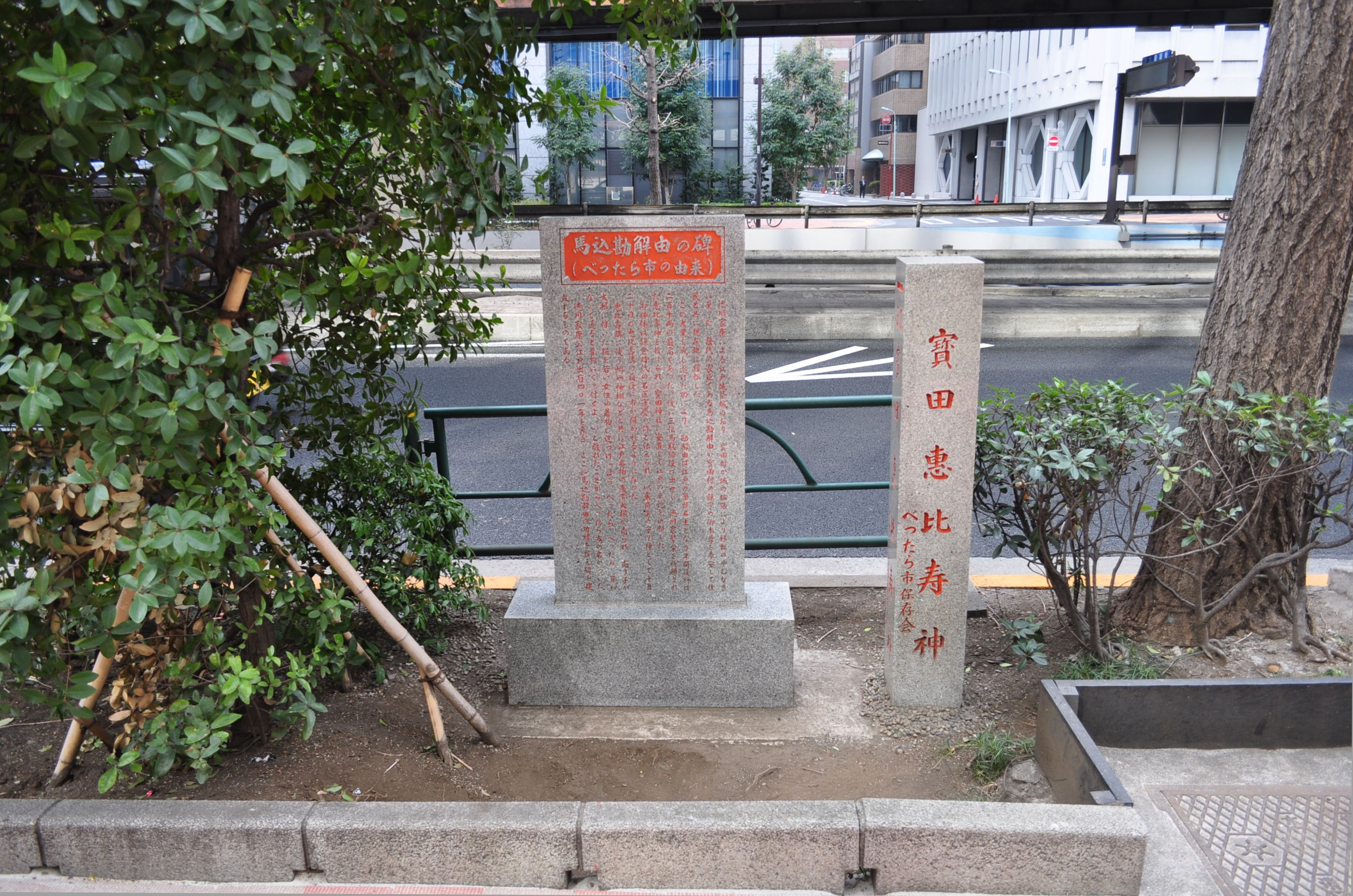
馬込勘解由の碑（べったら市の由来）

江戸の商家で行われたえびす講のため、その前日に供物用の鯛などを売る市が立ったのが起源である。古くえびす講は1月20日と10月20日の年2度行われ、市も1月19日と10月19日に開かれた。
『徳川実紀』には、徳川家光が鷹狩の帰途、伝馬町においてえびす講のため酔い潰れている町人に遭遇し、鷹狩で得た鳥1羽を酒の肴として下賜したという逸話があり、史実であれば寛永期にすでに当地でえびす講が盛んだったことになる。同時代史料では、江戸におけるえびす講は元禄期より散見される。
『十方庵遊歴雑記』によれば、日本橋本船町、安針町、小田原町等の魚問屋が余った生魚を持ち寄って売ったのが始まりといい、その生臭さから「くされ市」「はなくれ市」と呼ばれた。別の所伝によれば、大伝馬町の伊勢商人等が国元から荷物廻送のついでにえびす講用の鯛、鯔などを混載していたのが、船頭等が小遣い稼ぎのため市販するようになり、遠路の輸送により腐りかけていたので「くされ市」「くさや市」と呼ばれたという。鯛は2匹ずつ尾紙に包み、釣り糸を掛けて売られた。
『守貞漫稿』によれば、市は当初大伝馬町一丁目のみで行われたが、天保末頃に大伝馬町二丁目から本町四丁目に拡大し、弘化年間に西は本町三丁目、東は油町橋にまで及んだ。『砂子の残月』によれば、明和年間に大伝馬町二丁目の八幡屋太郎衛（ママ）が創始し、大伝馬町一丁目・二丁目、旅籠町その他に拡大したという。
現在では宝田恵比寿神社の祭礼とされるが、同社は元来当地にはなく、戦前までは稲荷神社として知られ、初午を祭日としていた。当地に移転後、べったら市の隆盛に因み祭神にえびす神（事代主命）が加えられることでえびす神社として認知されるようになったと考えられる。『東京名所図会』は、当地に市が立ったのは恵比寿神を配祀する椙森神社のためではないかと推測する。
『守貞漫稿』が編纂された1853年（嘉永6年）頃には、えびす講用の鯛や神棚、小宮、桶、俎板のほか、糠漬け大根、小間物、手遊物を売る店があり、伝馬町二・三丁目横町に植木屋が出ていた。

### 近代
明治時代には鮮魚店が消え、浅漬け屋と植木屋が中心を占めた。浅漬けは人工甘味料による味付けで人気が高まり、明治末年にはべったら屋が500軒並び、1905年（明治38年）の『絵本風俗往来』によれば露店の8,9割を占めた。
浅漬け屋は白いシャツ、紺の腹掛けに向こう鉢巻を締めて客を呼び込み、客は浅漬けを値切って購入し、剥き出しのまま縄で縛られたものをぶら下げて持ち帰った。雑踏の中、子供や酔っ払いが「べったらべったらだ」と叫びながら女性の衣服に浅漬けの糠をなすりつけようとする悪戯が横行したため、「べったら市」と呼ばれるようになったという。東京一人手の多い市といわれ、当日には警官が総動員され、馬車鉄道も運行を中止した。
明治時代には1月のえびす講は廃れ、10月に木綿屋や鉄物屋などの大店でのみ行われるようになった。供物用の鯛や海老は日本橋魚河岸で調達された。1923年（大正12年）の関東大震災後に魚河岸が築地に移転すると、大掛かりに祝われることはなくなった。
1937年（昭和12年）頃のべったら市では、小伝馬町交差点の大通りに神棚や荒神の縁起物、江戸通りに植木屋の菊、五葉松、黄楊などが並び、横丁にはおでん、焼きそば、山吹鉄砲、大相撲のめんこ、金魚すくいなどの屋台が見られた。切り山椒や切り羊羹の切れ端、別珍足袋の半端物なども売られた。

### 戦後
市は戦時中に一度途絶えたが、1947年（昭和22年）10月19日に再開した。べったら漬店新高屋の八代シゲは、露店商に資材を提供し、売れ残った商品は新高屋で引き取ると約束して出店を依頼して回ったという。
1937年（昭和12年）からは余興場が設けられ、1960年（昭和35年）頃には万才、踊り、神楽、獅子舞、手品等が行われていた。
屋台はたこ焼き、焼きそばのほか、焼き鳥、焼き蛤などの一杯飲み屋が増え、竹細工、藁細工、鼈甲飴、切り山椒、山吹鉄砲、唐辛子の店も見られた。一方、べったら漬屋の割合は減少し、1970年代には1割近くの約80軒、1987年（昭和62年）には約700軒の出店のうち25軒のみとなっていた。周囲はオフィス街となり、子供向けの屋台も姿を消した。
近年の総出店数は300-400軒、400軒以上、約500軒などとされ、このうちべったら漬屋は約20軒ないし約30軒とされる。例年の人出は約10万人とされる。
2020年（令和2年）と2021年（令和3年）はコロナ禍により中止された。

## 宝田恵比寿べったら音頭大会
2012年（平成24年）、地域の盆踊り「べったら音頭」「日本橋音頭」「小伝馬町音頭」を継承するために始まった。「べったら音頭」は当時の小学5年生が作曲し、べったら漬を振る所作がある。CDの歌唱はさこみちよ。東京で一年の最後に行われる盆踊り行事として知られる。

## 日本橋くされ市
2014年（平成26年）、べったら市に対する春のイベントとして始まった。毎年5月下旬に大伝馬町恵比寿通りで開催される。